# Полякова Людмила Петрівна
Людмила Петрівна Полякова (нар. 28 січня 1939, Москва, СРСР) — радянська, російська актриса, Народна артистка Російської Федерації (1999).

## Біографія
Закінчила в 1964 році Вище театральне училище імені М. С. Щепкіна (курс В. І. Коршунова). Працювала в театрах:
- 1964–1965 — Московський драматичний театр на Малій Бронній
- 1965–1982 — Московський драматичний театр ім. К. С. Станіславського
- 1982–1987 — Театр на Таганці
- 1987–1990 — Театр «Школа драматичного мистецтва» .
- з 1990 — Малий театр

Фігурант бази даних центру «Миротворець» (свідоме порушення державного кордону України; незаконна гастрольна діяльність на території окупованого РФ Криму).

## Нагороди та звання
- Орден «За заслуги перед Вітчизною» IV ступеня (19 квітня 2010) — за великий внесок у розвиток вітчизняного театрального мистецтва і багаторічну творчу діяльність.[5]
- Орден Дружби (2006) — за великий внесок у розвиток вітчизняного театрального мистецтва і багаторічну плідну діяльність.[6][7]
- Народна артистка Росії (1999) — за великий внесок у розвиток вітчизняної театральної культури і в зв'язку з 175-річчям Державного академічного Малого театру Росії.[3]
- Заслужена артистка Росії (1994) — за заслуги в галузі театрального мистецтва[8][9]
- Державна премія Російської Федерації (2003) — за виставу Державного академічного Малого театру Росії «Правда — добре, а щастя краще» за п'єсою О. М. Островського.[10]
- Премія за найкращу жіночу роль на IV ВКФ телефільмів у Мінську (1972 — за роботу в картині «Секретар парткому»).

## Фільмографія
- 1967 — Початок невідомого століття (новелла «Ангел») — беременная крестьянка
- 1970 — Дорога додому — подруга Маші
- 1970 — Секретар парткому — Поліна Гончаренко
- 1974 — Агонія — Параскева, дружина Распутіна
- 1974 — Фронт без флангів — Клавдия Герасимовна, председатель колхоза
- 1975 — Не вір, що мене більше немає — Галина
- 1976 — Сходження — Демчиха
- 1977 — Майже смішна історія — клиентка парикмахерской
- 1978 — Вас чекає громадянка Никанорова — Верка
- 1979 — Молода господиня Ніскавуорі — Ловийса
- 1981 — Прощання — подруга Дарьи
- 1983 — Господиня дитячого будинку — Ксения Рябцева, родная мать Сергея
- 1983 — Кінець бабиного літа — Аграфена Куприяновна
- 1983 — У місті гарна погода… (телевизионный фильм) — Дуся Титова
- 1984 — Через всі роки
- 1985 — Зустрінемося в метро — Ангелина
- 1985 — Чужий дзвінок
- 1986 — Очная ставка
- 1986 — Ґран-па
- 1986 — З неба на землю
- 1986 — Михайло Ломоносов — Ірина Семенівна Ломоносова (Корельська), мачуха Михайли
- 1987 — Мій бойовий розрахунок
- 1988 — Сім днів Надії
- 1989 — Процес
- 1991 — Принижені і ображені
- 1990 — Спогад без дати
- 1990 — Мати Урагана — Агна
- 1991 — Російські брати
- 1992 — Великий капкан, або Соло для кішки при повному Місяці
- 1992 — Три дня вне закона — Варвара Торопова
- 1993 — Навіщо алібі чесній людині?
- 1993 — Остання субота
- 1994 — Любов французька і російська
- 1996 — President і його жінка
- 2000 — Каменська
- 2002 — Перетворення
- 2003 — Бумер — Собачиха
- 2005 — Доктор Живаго
- 2005 — Казус Кукоцького — Конягина, министр здравоохранения
- 2005 — Єсенін — лектор-есениновед
- 2005 — Правда — добре, а щастя краще (фільм-спектакль) — Филицата, нянька Поликсены
- 2007 — Натурниця — Людмила Рябова
- 2008 — Тяжкий пісок — Татьяна Петровна
- 2009 — Канікули суворого режиму — начальник пионерлагеря Зинаида Андреевна Образцова
- 2010 — Пани Головльови — Арина Петровна
- 2011 — Реальна казка — Баба Яга
- 2011 — Пілот міжнародних авіаліній — бабка Марья
- 2011 — Дружина генерала — Маланья
- 2011 — Жила-була одна баба — Парамоновна
- 2012 — Детка — Быстрова Люсьена Эдгардовна
- 2013 — Берега — бабушка Тани
- 2013 — Вгору гальмами — Катерина
- 2013 — Жити далі — Анна Василівна
- 2013 — Земський лікар. Поверненняе — Римма Іванівна Смірнова
- 2013 — Червоні гори — Клавдія Веніамінівна
- 2013 — Не женское дело — Белла Юріївна
- 2013 — Повороти долі — Валентина
- 2013 — Третя світова — Темниха знахарка
- 2013 — Я — Ангина! — Зинаида Григорьевна Добржанская тётя Маруси
- 2013 — Земський лікар. Кохання всупереч — Римма Ивановна Смирнова врач-физиотерапевт
- 2014 — Відпустка влітку —  Татьяна Семёновна Вишнякова мать Андрея
- 2014 — Посмішка пересмішника — Василиса Тимофеевна, бабушка Вики
- 2014 — Кат — Наталія Федорівна, мати Сергія Борисовича Яковлєва
- 2016 — Ви всі мене дратуєте — лікар
- 2017 — Все ще буде — Усіха
- 2017 — Пурга — Іванова Віра, завідувачка дитсадка
- 2017 — Три сестри — Ольга Прозорова